# ジャメル・ドゥブーズ
ジャメル・ドゥブーズ（Jamel Debbouze, 1975年6月18日 - ）はフランス・パリ出身の俳優・プロデューサー・コメディアン。

## 人物
モロッコ系。フランスではテレビ番組『H』や『Jamel Comedy Club』などで知られている。
14歳のときに鉄道事故の被害に遭い右腕の自由を失っているため、いつもポケットに手を入れている。
ジャメルの弟が小学校の同級生だったのをきっかけにニコラ・アネルカと友人である。
『デイズ・オブ・グローリー』でカンヌ国際映画祭の男優賞を受賞している。
2024年パリオリンピックの開会式では冒頭のVTR部分に登場し、聖火リレーランナーのひとりであるジネディーヌ・ジダンに聖火トーチを託す役割を担った。

## 主な出演作品
- アメリ Le Fabuleux destin d'Amélie Poulain (2001)
- ル・ブレ Le Boulet  (2002)
- ミッション・クレオパトラ Astérix & Obélix: Mission Cléopâtre (2002)
- セレブの種 She Hate Me (2004)
- アンジェラ Angel-A (2005)
- デイズ・オブ・グローリー Days of Glory (2006)
- チキンとプラム 〜あるバイオリン弾き、最後の夢〜 Poulet aux prunes (2011)